# Sport-Club Paderborn 07 2011-2012
Questa voce raccoglie le informazioni riguardanti il Sport-Club Paderborn 07 nelle competizioni ufficiali della stagione 2011-2012.

## Stagione
Nella stagione 2011-2012 il Paderborn, allenato da Roger Schmidt, concluse il campionato di 2. Bundesliga al 5º posto. In Coppa di Germania il Paderborn fu eliminato al secondo turno dal Template:Calcio Greuther Fürth.

## Rosa
| N. |                           | Ruolo | Calciatore              |
| -- | ------------------------- | ----- | ----------------------- |
| 1  | Germania (bandiera)       | P     | Lukas Kruse             |
| 4  | Germania (bandiera)       | C     | Diego Demme             |
| 5  | Kosovo (bandiera)         | C     | Enis Alushi             |
| 6  | Germania (bandiera)       | D     | Florian Mohr            |
| 7  | Germania (bandiera)       | D     | Jens Wemmer             |
| 8  | Stati Uniti (bandiera)    | A     | Matthew Taylor          |
| 9  | Germania (bandiera)       | A     | Nick Proschwitz         |
| 10 | Turchia (bandiera)        | C     | Mehmet Kara             |
| 11 | Germania (bandiera)       | C     | Lukas Rupp              |
| 11 | Colombia (bandiera)       | A     | Jorge Mosquera          |
| 12 | Germania (bandiera)       | A     | Sören Brandy            |
| 13 | Germania (bandiera)       | D     | Christian Strohdiek     |
| 14 | Germania (bandiera)       | A     | Thomas Bertels          |
| 15 | Rep. del Congo (bandiera) | C     | Rolf-Christel Guié-Mien |

| N. |                     | Ruolo | Calciatore       |
| -- | ------------------- | ----- | ---------------- |
| 16 | Germania (bandiera) | C     | Christian Rasche |
| 17 | Kosovo (bandiera)   | C     | Alban Meha       |
| 18 | Germania (bandiera) | C     | Markus Krösche   |
| 19 | Germania (bandiera) | P     | Nico Burchert    |
| 21 | Germania (bandiera) | C     | Daniel Brückner  |
| 22 | Germania (bandiera) | A     | Niclas Erlbeck   |
| 23 | Lituania (bandiera) | D     | Markus Palionis  |
| 24 | Germania (bandiera) | P     | Jens Grahl       |
| 26 | Germania (bandiera) | D     | Sören Gonther    |
| 28 | Germania (bandiera) | D     | Sergej Schmik    |
| 30 | Germania (bandiera) | D     | Jens Wissing     |
| 31 | Germania (bandiera) | A     | Sven Krause      |
| 32 | Germania (bandiera) | C     | Yasin Kocatepe   |

## Organigramma societario
Area tecnica
- Allenatore: Roger Schmidt
- Allenatore in seconda: Asif Šarić
- Preparatore dei portieri: Frederik Gößling
- Preparatori atletici: Tobias Stock

## Calciomercato

### Sessione estiva
| Acquisti | Acquisti        | Acquisti            | Acquisti |
| R.       | Nome            | da                  | Modalità |
| -------- | --------------- | ------------------- | -------- |
| A        | Thomas Bertels  | Verl                |          |
| P        | Jens Grahl      | Hoffenheim          |          |
| C        | Mehmet Kara     | Preußen Münster     |          |
| A        | Sven Krause     | Saarbrücken         |          |
| C        | Alban Meha      | Eintracht Treviri   |          |
| A        | Nick Proschwitz | Thun                |          |
| A        | Matthew Taylor  | LR Ahlen            |          |
| D        | Jens Wissing    | Borussia M'gladbach |          |

| Cessioni | Cessioni        | Cessioni        | Cessioni |
| R.       | Nome            | a               | Modalità |
| -------- | --------------- | --------------- | -------- |
| A        | Dragan Georgiev | Turnovo         |          |
| C        | Ardian Jevric   | Lippstadt 08    |          |
| A        | Edmond Kapllani | Augusta         |          |
| D        | Eugen Klukin    | FSC Lohfelden   |          |
| A        | Gaetano Manno   | Rot-Weiß Erfurt |          |
| P        | Daniel Masuch   | Preußen Münster |          |
| D        | Jukka Raitala   | Hoffenheim      |          |
| D        | Thomas Rath     | Paderborn II    |          |
| D        | Toni Wachsmuth  | Chemnitz        |          |

### Sessione invernale
| Acquisti | Acquisti    | Acquisti            | Acquisti |
| R.       | Nome        | da                  | Modalità |
| -------- | ----------- | ------------------- | -------- |
| C        | Lukas Rupp  | Borussia M'gladbach |          |
| C        | Diego Demme | Arminia Bielefeld   |          |

| Cessioni | Cessioni     | Cessioni      | Cessioni |
| R.       | Nome         | a             | Modalità |
| -------- | ------------ | ------------- | -------- |
| A        | David Jansen | RW Oberhausen |          |
| C        | Nico Klotz   | Sandhausen    |          |

## Risultati

### 2. Bundesliga

#### Girone di andata
| Arbitro: | Aytekin |

|            |           |                             |
| Semmer 19’ | Marcatori | 21’ Brückner 81’ Proschwitz |

| Arbitro: | Drees |

|            |           |                      |
| Taylor 74’ | Marcatori | 42’ (rig.) Langeneke |

| Arbitro: | Schriever |

|                           |           |  |
| Stuff 5’ Quiring 64’, 66’ | Marcatori |  |

| Arbitro: | Grudzinski |

|  |           |           |
|  | Marcatori | 59’ Nöthe |

| Arbitro: | Dankert |

|          |           |                      |
| Koch 90’ | Marcatori | 35’ Gonther 84’ Meha |

| Francoforte sul Meno 28 agosto 2011, ore 13:30 CEST 6ª giornata | Eintracht Francoforte | 0 – 0 referto | Paderborn | Commerzbank-Arena (34 200 spett.)\| Arbitro: \| Leicher \| |
| Arbitro:                                                        | Leicher               |               |           |                                                            |

| Paderborn 9 settembre 2011, ore 18:00 CEST 7ª giornata | Paderborn | 0 – 0 referto | Alemannia Aquisgrana | Energieteam Arena (7 236 spett.)\| Arbitro: \| Petersen \| |
| Arbitro:                                               | Petersen  |               |                      |                                                            |

| Arbitro: | Kempter |

|  |           |                                     |
|  | Marcatori | 44’, 64’ Brandy 78’, 79’ Proschwitz |

| Arbitro: | Unger |

|                                                 |           |           |
| Bertels 20’ Meha 34’ Krösche 61’ Proschwitz 89’ | Marcatori | 75’ Pisot |

| Arbitro: | Fritz |

|  |           |                |
|  | Marcatori | 77’ Proschwitz |

| Arbitro: | Metzen |

|              |           |  |
| Strohdiek 7’ | Marcatori |  |

| Arbitro: | Schriever |

|             |           |          |
| Volland 37’ | Marcatori | 83’ Mohr |

| Arbitro: | Kempter |

|          |           |  |
| Mohr 60’ | Marcatori |  |

| Arbitro: | Wingenbach |

|  |           |                                         |
|  | Marcatori | 68’ (aut.) Müller 72’ (rig.) Proschwitz |

| Arbitro: | Bandurski |

|                            |           |                     |
| Gonther 26’ Proschwitz 88’ | Marcatori | 39’ (rig.) Iashvili |

| Arbitro: | Unger |

|                          |           |                    |
| Çinaz 49’ Chrisantus 72’ | Marcatori | 6’, 74’ Proschwitz |

| Arbitro: | Kircher |

|                |           |          |
| Proschwitz 45’ | Marcatori | 90’ Boll |

#### Girone di ritorno
| Arbitro: | Kampka |

|                         |           |  |
| Meha 17’ Proschwitz 51’ | Marcatori |  |

| Arbitro: | Weiner |

|                          |           |                                  |
| Juanan 56’ Jovanović 75’ | Marcatori | 38’ Proschwitz 60’ Meha 73’ Mohr |

| Arbitro: | Kempter |

|                                            |           |                                  |
| Proschwitz 7’ (rig.) Brückner 50’ Meha 62’ | Marcatori | 14’ Mattuschka 69’ Carlos Silvio |

| Arbitro: | Kircher |

|                                                   |           |               |
| Asamoah 6’, 45’ Sararer 11’ Occéan 47’ Mavraj 57’ | Marcatori | 5’ Proschwitz |

| Arbitro: | Leicher |

|                      |           |                       |
| Wemmer 3’ Taylor 90’ | Marcatori | 18’ (rig.), 80’ Dedič |

| Arbitro: | Winkmann |

|                                            |           |                      |
| Proschwitz 6’ Kara 18’ Rupp 58’ Wemmer 64’ | Marcatori | 26’ Köhler 42’ Meier |

| Arbitro: | Ittrich |

|  |           |                            |
|  | Marcatori | 55’, 62’ Taylor 89’ Alushi |

| Paderborn 9 marzo 2012, ore 18:00 CET 25ª giornata | Paderborn | 0 – 0 referto | Bochum | Energieteam Arena (13 202 spett.)\| Arbitro: \| Stieler \| |
| Arbitro:                                           | Stieler   |               |        |                                                            |

| Arbitro: | Metzen |

|                                                     |           |  |
| Alushi 14’ (aut.) Görlitz 63’ Ikeng 80’ Akaïchi 89’ | Marcatori |  |

| Arbitro: | Schriever |

|              |           |                           |
| Brückner 51’ | Marcatori | 11’ Wolze 68’ Domovčijski |

| Braunschweig 30 marzo 2012, ore 18:00 CEST 28ª giornata | Eintracht Braunschweig | 0 – 0 referto | Paderborn | Eintracht-Stadion (20 350 spett.)\| Arbitro: \| Sippel \| |
| Arbitro:                                                | Sippel                 |               |           |                                                           |

| Arbitro: | Weiner |

|                                  |           |                       |
| Proschwitz 67’ (rig.) Alushi 85’ | Marcatori | 27’ Rakić 71’ Volland |

| Arbitro: | Kampka |

|  |           |                         |
|  | Marcatori | 45’ Rupp 68’ Proschwitz |

| Arbitro: | Cortus |

|                         |           |              |
| Kara 2’ Brandy 34’, 54’ | Marcatori | 72’ Rangelov |

| Arbitro: | Bandurski |

|                    |           |  |
| Krebs 43’ Groß 88’ | Marcatori |  |

| Arbitro: | Dingert |

|          |           |  |
| Kara 49’ | Marcatori |  |

| Arbitro: | Zwayer |

|                                                   |           |  |
| Sobiech 30’ Kruse 36’ Bruns 60’ Volz 65’ Naki 90’ | Marcatori |  |

### Coppa di Germania
| Arbitro: | Bandurski |

|  |           |                                                                                               |
|  | Marcatori | 12’, 29’ Alushi 23’ (rig.) Krösche 30’, 71’, 83’ Taylor 47’, 86’ Proschwitz 79’ Kara 84’ Meha |

| Arbitro: | Schmidt |

|                                             |           |  |
| Peković 4’ Nöthe 28’ Occéan 35’ Pektürk 78’ | Marcatori |  |

## Statistiche

### Statistiche di squadra
| Competizione      | Punti | In casa | In casa | In casa | In casa | In casa | In casa | In trasferta | In trasferta | In trasferta | In trasferta | In trasferta | In trasferta | Totale | Totale | Totale | Totale | Totale | Totale | DR  |
| Competizione      | Punti | G       | V       | N       | P       | Gf      | Gs      | G            | V            | N            | P            | Gf           | Gs           | G      | V      | N      | P      | Gf     | Gs     | DR  |
| ----------------- | ----- | ------- | ------- | ------- | ------- | ------- | ------- | ------------ | ------------ | ------------ | ------------ | ------------ | ------------ | ------ | ------ | ------ | ------ | ------ | ------ | --- |
| 2. Bundesliga     | 61    | 17      | 9       | 6       | 2       | 28      | 16      | 17           | 8            | 4            | 5            | 23           | 26           | 34     | 17     | 10     | 7      | 51     | 42     | +9  |
| Coppa di Germania | -     | 0       | 0       | 0       | 0       | 0       | 0       | 2            | 1            | 0            | 1            | 10           | 4            | 2      | 1      | 0      | 1      | 10     | 4      | +6  |
| Totale            | 61    | 17      | 9       | 6       | 2       | 28      | 16      | 19           | 9            | 4            | 6            | 33           | 30           | 36     | 18     | 10     | 8      | 61     | 46     | +15 |

### Andamento in campionato
| Giornata  | 1 | 2 | 3  | 4  | 5 | 6 | 7 | 8 | 9 | 10 | 11 | 12 | 13 | 14 | 15 | 16 | 17 | 18 | 19 | 20 | 21 | 22 | 23 | 24 | 25 | 26 | 27 | 28 | 29 | 30 | 31 | 32 | 33 | 34 |
| --------- | - | - | -- | -- | - | - | - | - | - | -- | -- | -- | -- | -- | -- | -- | -- | -- | -- | -- | -- | -- | -- | -- | -- | -- | -- | -- | -- | -- | -- | -- | -- | -- |
| Luogo     | T | C | T  | C  | T | T | C | T | C | T  | C  | T  | C  | T  | C  | T  | C  | C  | T  | C  | T  | C  | C  | T  | C  | T  | C  | T  | C  | T  | C  | T  | C  | T  |
| Risultato | V | N | P  | P  | V | N | N | V | V | V  | V  | N  | V  | V  | V  | N  | N  | V  | V  | V  | P  | N  | V  | V  | N  | P  | P  | N  | N  | V  | V  | P  | V  | P  |
| Posizione | 6 | 6 | 12 | 11 | 8 | 8 | 9 | 8 | 7 | 6  | 5  | 5  | 5  | 5  | 5  | 5  | 5  | 5  | 5  | 3  | 5  | 5  | 4  | 3  | 5  | 5  | 5  | 5  | 5  | 5  | 3  | 5  | 4  | 5  |

Legenda:

Luogo: C = Casa; T = Trasferta. Risultato: V = Vittoria; N = Pareggio; P = Sconfitta.

### Statistiche dei giocatori
| Giocatore     | 2. Bundesliga | 2. Bundesliga | 2. Bundesliga | 2. Bundesliga | Coppa di Germania | Coppa di Germania | Coppa di Germania | Coppa di Germania | Totale   | Totale | Totale      | Totale     |
| Giocatore     | Presenze      | Reti          | Ammonizioni   | Espulsioni    | Presenze          | Reti              | Ammonizioni       | Espulsioni        | Presenze | Reti   | Ammonizioni | Espulsioni |
| ------------- | ------------- | ------------- | ------------- | ------------- | ----------------- | ----------------- | ----------------- | ----------------- | -------- | ------ | ----------- | ---------- |
| E. Alushi     | 32            | 2             | 5             | 1             | 2                 | 2                 | 0                 | 0                 | 34       | 4      | 5           | 1          |
| T. Bertels    | 31            | 1             | 10            | 0             | 2                 | 0                 | 2                 | 0                 | 33       | 1      | 12          | 0          |
| S. Brandy     | 30            | 4             | 8             | 0             | 1                 | 0                 | 0                 | 0                 | 31       | 4      | 8           | 0          |
| D. Brückner   | 31            | 3             | 6             | 0             | 2                 | 0                 | 0                 | 0                 | 33       | 3      | 6           | 0          |
| N. Burchert   | 0             | 0             | 0             | 0             | 0                 | 0                 | 0                 | 0                 | 0        | 0      | 0           | 0          |
| D. Demme      | 12            | 0             | 2             | 0             | 0                 | 0                 | 0                 | 0                 | 12       | 0      | 2           | 0          |
| N. Erlbeck    | 0             | 0             | 0             | 0             | 0                 | 0                 | 0                 | 0                 | 0        | 0      | 0           | 0          |
| S. Gonther    | 15            | 2             | 2             | 0             | 1                 | 0                 | 0                 | 0                 | 16       | 2      | 2           | 0          |
| J. Grahl      | 0             | 0             | 0             | 0             | 1                 | 0                 | 0                 | 0                 | 1        | 0      | 0           | 0          |
| R. Guié-Mien  | 15            | 0             | 0             | 0             | 1                 | 0                 | 0                 | 0                 | 16       | 0      | 0           | 0          |
| M. Kara       | 31            | 3             | 3             | 0             | 2                 | 1                 | 0                 | 0                 | 33       | 4      | 3           | 0          |
| Y. Kocatepe   | 1             | 0             | 0             | 0             | 0                 | 0                 | 0                 | 0                 | 1        | 0      | 0           | 0          |
| S. Krause     | 0             | 0             | 0             | 0             | 0                 | 0                 | 0                 | 0                 | 0        | 0      | 0           | 0          |
| L. Kruse      | 34            | 0             | 1             | 0             | 1                 | 0                 | 0                 | 0                 | 35       | 0      | 1           | 0          |
| M. Krösche    | 29            | 1             | 4             | 0             | 2                 | 1                 | 0                 | 0                 | 31       | 2      | 4           | 0          |
| A. Meha       | 33            | 5             | 2             | 0             | 2                 | 1                 | 1                 | 0                 | 35       | 6      | 3           | 0          |
| F. Mohr       | 27            | 3             | 2             | 0             | 1                 | 0                 | 0                 | 0                 | 28       | 3      | 2           | 0          |
| J. Mosquera   | 0             | 0             | 0             | 0             | 0                 | 0                 | 0                 | 0                 | 0        | 0      | 0           | 0          |
| M. Palionis   | 13            | 0             | 0             | 0             | 2                 | 0                 | 1                 | 1                 | 15       | 0      | 1           | 1          |
| N. Proschwitz | 33            | 17            | 2             | 0             | 2                 | 2                 | 0                 | 0                 | 35       | 19     | 2           | 0          |
| C. Rasche     | 0             | 0             | 0             | 0             | 0                 | 0                 | 0                 | 0                 | 0        | 0      | 0           | 0          |
| L. Rupp       | 15            | 2             | 1             | 0             | 0                 | 0                 | 0                 | 0                 | 15       | 2      | 1           | 0          |
| S. Schmik     | 0             | 0             | 0             | 0             | 0                 | 0                 | 0                 | 0                 | 0        | 0      | 0           | 0          |
| C. Strohdiek  | 29            | 1             | 6             | 0             | 2                 | 0                 | 0                 | 0                 | 31       | 1      | 6           | 0          |
| M. Taylor     | 23            | 4             | 1             | 0             | 2                 | 3                 | 1                 | 0                 | 25       | 7      | 2           | 0          |
| J. Wemmer     | 34            | 2             | 3             | 0             | 1                 | 0                 | 1                 | 0                 | 35       | 2      | 4           | 0          |
| J. Wissing    | 3             | 0             | 1             | 0             | 1                 | 0                 | 0                 | 0                 | 4        | 0      | 1           | 0          |